# ویلا چلیرا
ویلا چلیرا (به ایتالیایی: Villa Celiera) یک کومونه در ایتالیا است که در استان پسکارا واقع شده‌است. ویلا چلیرا ۱۲٫۵۷ کیلومتر مربع مساحت و ۷۷۰ نفر جمعیت دارد و ۷۱۴ متر بالاتر از سطح دریا واقع شده‌است.